# Cohors I Tungrorum
La Cohors I Tungrorum ou Cohors prima Tungrorum, en français « première cohorte des Tongres », était une unité auxiliaire de l'armée romaine. Elle est attestée par plusieurs sources, en particulier les tablettes de Vindolanda retrouvées sur les lieux d'une de ses garnisons.

## Histoire
L'unité est créée avant l'année 69 de notre ère, dans la Civitas des Tongres, en Gaule Belgique, et est initialement stationnée sur le limes de Germanie inférieure. Lors des troubles de l'année des quatre empereurs, elle rejoint le camp de Vitellius. Après la révolte des Bataves, elle est transférée, avec la Cohors II Tugrorum, en Grande-Bretagne sous le commandement de Quintus Petillius Cerialis.
En 83, les deux cohortes des Tongres se distinguent à la bataille du mont Graupius. La Cohors I Tungrorum est ensuite stationnée à Vindolanda, puis dans d'autres forts du limes de Grande-Bretagne. La cohorte est mentionnée pour la dernière fois dans la Notitia dignitatum qui signale son stationnement au fort de Housesteads.